# Máximo Lucas
Máximo Francisco Lucas Mattías (n. Montevideo, Uruguay; 28 de enero de 1979) es un exfutbolista uruguayo que se desempeñaba como defensa. Jugó en varios clubes de Latinoamérica, entre ellos River Plate de Argentina y el club Universidad de Chile.

## Clubes
| Club                 | País      | Año       | Partidos | Goles |
| -------------------- | --------- | --------- | -------- | ----- |
| Danubio              | Uruguay   | 1999-2002 | 91       | 0     |
| River Plate          | Argentina | 2003      | 3        | 0     |
| Estudiantes Tecos    | México    | 2004      | 47       | 1     |
| Universidad de Chile | Chile     | 2005      | 16       | 1     |
| Olimpo               | Argentina | 2005-2006 | 17       | 0     |
| Deportivo Cali       | Colombia  | 2007      | 8        | 0     |
| Liverpool            | Uruguay   | 2007-2008 | 31       | 2     |
| Marathon             | Honduras  | 2009-2010 | 10       | 0     |
| Beijing Baxy         | China     | 2011      | 8        | 1     |

## Títulos

### Campeonatos nacionales
| Título          | Club     | País     | Año  |
| --------------- | -------- | -------- | ---- |
| Torneo Apertura | Marathon | Honduras | 2009 |